# Egremont (Alberta)
Egremont est un hameau situé dans la province d'Alberta, dans le centre-est.